# Phaloria karnyello
Phaloria karnyello är en insektsart som först beskrevs av Heinrich Hugo Karny 1915.  Phaloria karnyello ingår i släktet Phaloria och familjen syrsor. Inga underarter finns listade i Catalogue of Life.